# Fairy Tail
Pour l’article ayant un titre homophone, voir Fairytale.
Autre
Fairy Tail (フェアリーテイル, Fearī Teiru, jeu de mots anglophone sur "tale" - conte - et "tail" - queue-) est un shōnen manga écrit et dessiné par Hiro Mashima. Il est prépublié dans l’hebdomadaire Weekly Shōnen Magazine de l’éditeur Kōdansha entre le 2 août 2006 et le 26 juillet 2017 au Japon, et est compilé en un total de soixante-trois tomes. En France, en Suisse romande et en Belgique, le manga est publié en intégralité par Pika Édition entre le 10 septembre 2008 et le 27 juin 2018.
Face au succès, le manga a été adapté en anime avec une série télévisée d’animation de 328 épisodes diffusés d'octobre 2009 à septembre 2019, neuf OAV et deux films d’animation sortis par les studios A-1 Pictures, Satelight et Bridge au Japon. En France, l’anime est diffusé depuis le 3 juin 2011 sur Game One et depuis le 28 janvier 2012 sur Direct Star puis D17. Au Québec, l’anime est disponible en VOD sur la plate-forme Illico télé numérique de Vidéotron depuis 2012, sur Netflix depuis 2019 et sur Prime Video depuis 2020.

## Histoire

### Prologue
Dans le royaume de Fiore, il existe parmi le commun des mortels des hommes et des femmes qui manipulent la magie : ils sont appelés mages. Pour mieux les contrôler, des guildes — endroits où les mages se réunissent et font des travaux afin de gagner des joyaux (monnaie de Fiore) — ont été créées et mises sous la responsabilité du conseil de la magie (par l’intermédiaire des maîtres de guildes).
Outre la nécessité de contrôler ces mages, ce réseau a d’autres utilités. En effet, il permet de fournir un large choix de mages au client, et de nombreuses missions aux mages par le biais de petites annonces.
Parmi les nombreuses guildes, une d’entre elles fait particulièrement parler d’elle, que ce soit par les actes réalisés par ses membres, mais aussi et surtout pour les dégâts matériels provoqués par ces derniers à chaque mission qu’ils effectuent. Il s’agit de la guilde Fairy Tail.

### Synopsis
L’histoire se focalise principalement sur les missions effectuées par l’une des équipes de la guilde Fairy Tail, composée de Natsu Dragnir (chasseur de dragon de feu), Lucy Heartfilia (constellationniste) et Happy (un Exceed, chat bleu pouvant se faire apparaître des ailes, voler et parler), qui seront très vite rejoints par Erza Scarlett (mage chevalier) et Grey Fullbuster (mage de glace), deux autres membres emblématiques de la fameuse guilde. Ils sont rejoints au cours de l'aventure par Carla (une chatte blanche Exceed, comme Happy), Wendy (chasseuse de dragon céleste), et par bien d'autres.

### Développement
Les principaux faits marquants de l’histoire sont l’apparition du dragon noir de l’apocalypse Acnologia et la biostasie des membres de Fairy Tail sur l’île Tenrô.
Depuis la disparition de tous les dragons le 7 juillet 777, c’est la première fois qu’un dragon refait son apparition au vu de tous (excepté lors de l’arc Daphné exclusif à l’anime).
Quant à la biostasie des membres de Fairy Tail, elle a été causée par l’attaque de l’île Tenrô par le dragon Acnologia. Son attaque est assez puissante pour détruire l’intégralité de l’île ainsi que tous les membres de Fairy Tail présents sur place. Pour protéger l’île et les membres de l’attaque, Mavis Vermillion, premier maître de Fairy Tail, a lancé un des trois sorts légendaires de la guilde, Fairy Sphere, pour créer un bouclier protecteur autour de l’île. Malgré la disparition de l’île, l’utilisation de ce sort a plongé l’île et ses occupants dans un sommeil prolongé de sept ans sans subir la vieillesse, tandis que les autres membres de la guilde et le reste de la population ont continué de vivre normalement.

## Personnages
- Natsu Dragnir, aussi appelé "La Salamandre". Membre de la guilde de Fairy Tail, c’est un mage de feu atteint du mal des transports. Il utilise une magie oubliée qui fait de lui un chasseur de dragon (ou Dragon Slayer).

Adolescent, c'est un orphelin à la recherche de son père adoptif, un dragon alors disparu, nommé Ignir, qui a appris à Natsu la magie du chasseur de dragon du feu. Magie qui lui permet de lutter contre le mal en compagnie de ses amis et de certains de ses anciens ennemis devenus ses alliés tel que Sting Youclif ou Gerald Fernandez.
Insouciant et ardent de caractère, il se révèle être plein de fougue et être constamment prêt à se bagarrer avec quelqu'un. De plus, c'est un courageux jeune homme qui se bat pour la justice et est doté d'une certaine intelligence qu'il ne déploie que lors de ses combats. Au bord de l'agonie, il trouve la force de toujours se relever grâce à sa volonté de  protéger ses amis. Toutes ses caractéristiques intrinsèques représentent bien le genre nekketsu du manga.
Il est régulièrement en rivalité avec Grey Fullbuster et en querelle avec Gajil Redfox. En réalité, Natsu a été tué, il y a 400 ans et ressuscité sous le nom d'E.N.D (Etherious Natsu Dragnir). Il a été ressuscité par Zeleph pour pouvoir le détruire. L’emblème de Fairy Tail se situe sur son épaule droite et est de couleur rouge.
On le reconnaît à la couleur rose de ses cheveux et l'écharpe d'écailles de dragon dont il ne se sépare jamais ,et qui lui aurait été offerte par Ignir mais en vérité, c'est l'ancêtre de Lucy, Anna Heartfilia qui a tricoté l'écharpe pour Natsu. Son meilleur ami est Happy. Il est aussi le petit frère du grand mage noir Zeleph Dragnir.
- Lucy Heartfilia, rêve de faire partie de la plus célèbre guilde du royaume de Fiore : Fairy Tail, qu'elle va pouvoir intégrer grâce à Natsu. C’est une constellationniste pouvant invoquer des esprits à l'aide de clés magiques correspondant chacune à une constellation. Chaque constellation devient un esprit lorsqu'elle l'invoque grâce à ses clés. Bien qu'elle soit un peu timide, elle peut se montrer effrayante vis-à-vis de Natsu.

Originaire d'une famille particulièrement aisée, elle n'en a pourtant jamais tiré profit quand elle faisait partie de la guilde, si ce n'est des ennuis. Sa mère est morte alors que Lucy était très jeune. Elle a alors hérité des clés du zodiaque Aquarius et Cancer. Enfant, elle n'avait pas d'amis et a vécue avec l'absence de ses parents. Elle en a beaucoup souffert et a décidé de s'enfuir pour réaliser son rêve de devenir mage de Fairy Tail. Elle relate souvent les aventures qu'elle a vécues au côté de Natsu, Happy, Erza et Grey dans des lettres adressées à sa mère défunte, une fois revenue de mission. L'emblème de Fairy Tail se situe sur sa main droite et est de couleur rose.
Lucy écrit aussi un roman, "Les aventures d'Iris", pendant son temps libre qu'elle ne laisse personne lire. Mais il sera imprimé dans le dernier tome de Fairy Fail (tome 63).
- Happy est un Exceed, une race de chats anthropomorphes ailés originaires du monde d’Edolas, au pelage bleu. Il est identifiable comme étant la mascotte de l'équipe. Il est toujours en compagnie de Natsu qu'il considère comme son meilleur ami. Ses ailes apparaissent grâce à la magie appelée « Aéra ». Il est totalement tombé sous le charme de Carla, une autre Exceed, et ne cesse de lui offrir des poissons (généralement mal acceptés). L'emblème de Fairy Tail se situe sur son dos et est vert. Il est reconnaissable à ses « Aye » (Wep) et ses « C'est beau l'amourrrr ». Pour lui, Lucy et Natsu sont un peu une figure parentale.
- Erza Scarlet est un mage chevalier de 19 ans. C'est la femme la plus puissante de Fairy Tail. Elle possède une magie d'équipement qui lui permet de changer de tenue ou d'arme rapidement - elle stocke ses armes et ses armures dans une autre dimension, cependant limitée comme on peut le voir dans un des OAV.

Crainte à Fairy Tail par beaucoup de membres pour sa sévérité, elle est surnommée « Titania » à cause de sa force et son mental titanesque, et est aussi considérée comme "la Reine des fées", possible référence à la reine des fées Titania dans "Songe d'une nuit d'été" (de Shakespeare). Elle aime particulièrement les gâteaux à la fraise, et peut devenir incontrôlable si quelqu'un l'empêche d'en manger. L'emblème de Fairy Tail se situe sur son bras gauche et est de couleur bleu.
- Grey Fullbuster est un mage de glace. Il est capable de donner la forme qu'il souhaite à ses créations entièrement recouvertes de glace. Il a appris sa magie avec Oul qui est morte à un combat contre Deliora.

Orphelin, c'est le premier d'entre ses compagnons à avoir rejoint la guilde, un jour avant Natsu. Lorsque Erza fut intégrée, il eut d'abord du mal à l'accepter, la défiant sans cesse, jusqu'au jour où il la voit pleurer seule sur les berges d'une rivière et commence à se comporter différemment avec elle. Comme tout mage de Fairy Tail, il est prêt à mourir sans hésiter pour sauver la vie de ses camarades.
À Fairy Tail, il est toujours en compétition avec Natsu. En plus de se quereller avec lui sans se retenir, il le défiait en duel et finissait toujours par égaliser avec lui dans leur combat, à part une fois où Grey se releva et gagna contre lui (dans l'OAV 3). Erza ne s'empêchait quand même pas de les arrêter puisque Natsu et lui ont une vraie peur bleue de l'autorité d'Erza. Bien qu'il se chamaille régulièrement avec le mage de feu, il s'est attaché à ce dernier, sans s'en rendre compte et il lui arrive de s'inquiéter pour lui.
Hormis son caractère dégourdi et son enthousiasme parfois remarquable, Grey a une très mauvaise habitude de se déshabiller partout où il passe. Ce trait lui vaut d'être constamment traité d'exhibitionniste par ses proches. Il tient cette habitude de l'entraînement qu'il avait reçu tout jeune, afin de ne pas craindre le froid.
Plus tard, Grey reçut de son père, une ancienne magie qui fera de lui un chasseur de démon de glace (ou un Devil Slayer).
- Wendy Marvel est une jeune fille, polie à la personnalité réservée et timide. Elle utilise une ancienne magie qui fait d'elle une chasseuse de dragon céleste (ou Dragon Slayer). Elle est toujours vue en compagnie de son chat (exceed), Carla, avec qui elle entretient une très bonne relation, semblable à celle qu'il existe entre Happy et Natsu. Elle est enthousiaste à l'idée de se faire des amis. Wendy aime beaucoup les membres de sa guilde. Comme Natsu, elle a été élevée par un dragon, Grandiné, qui lui a appris la magie du chasseur de dragon des cieux (ou céleste), une magie comportant surtout des sorts de soins et de soutiens, ce qui lui permet de sauver la vie de ses amis en danger, elle ne peut cependant pas se soigner elle-même. L'emblème de Fairy Tail est situé sur son épaule droite et est de couleur bleu clair, comme Roméo. Elle est atteinte du mal des transports plus tard dans l'histoire.
- Carla est une Exceed blanche similaire à Happy et peut prendre l'apparence humaine, plus tard dans l’histoire. Elle est toujours avec Wendy Marvel. Carla est la fille de la reine des Exceeds dans le monde d'Edolas, ce qui fait d'elle la princesse héritière. Elle a un caractère distant et même froid, mais saura au fil du temps s'intégrer de plus en plus à Fairy Tail. Elle n'arrête pas de repousser les avances de Happy. L'emblème de Fairy Tail est situé sur son dos en rose.
- Mirajane Strauss est une mage de rang S. Elle est la sœur ainée d'Elfman et de Lisanna. Elle contrôle une magie de transformation en démon (Satan Soul) et possède des démons très puissants. Mirajane a un visage d’ange quand elle ne se bat pas. Elle est d’ailleurs la représentante de la guilde. Elle est sympathique avec tout le monde et garde toujours le sourire. Son emblème est blanc et se trouve sur sa cuisse gauche.
- Jubia Lockser est une mage de l'eau amoureuse de Grey Fullbuster de 17 ans aussi appelée « fille de la pluie ». Elle a fait partie de la guilde de Phantom Lord avant d’intégrer Fairy Tail. Elle aime particulièrement Grey et n'a d'yeux que pour lui. L'emblème de Fairy Tail se situe sur sa cuisse gauche et est bleu.
- Zeleph Dragnir est le plus grand mage noir ayant existé et ceci, depuis plus de 400 ans. Il a notamment créé des démons dont Deliora et E.N.D. Zeleph a connu le premier maître de Fairy Tail, Mavis Vermillion. Il est aussi indirectement la source de Tartaros et a fondé Arbaless. Il a des liens avec certains membres de la guilde de Fairy Tail, Mavis et Natsu.
- Gajil Redfox est un mage de Fairy Tail. C'est une personne plutôt renfermée qui ne divulgue presque jamais ses sentiments (sauf sa colère envers Natsu et son amour pour Reby à la fin du manga). Il utilise une ancienne magie qui fait de lui un chasseur de dragon d'acier (ou Dragon Slayer). Il faisait partie de la guilde de Phantom Lord avant de rejoindre Fairy Tail, tout comme Jubia après leur défaite contre Fairy Tail. Comme tous les autres chasseurs de dragons, il s'est lié d'amitié à un Exceed nommé Panther Lily. L'emblème de Fairy Tail est sur son épaule gauche et est de couleur noire. Il est atteint du mal des transports plus tard dans l’histoire, tout comme Natsu et Wendy.

## L’univers deFairy Tail

### Le monde d’Earthland
Earthland (アースランド, Āsurando, litt. Earthland) est le monde dans lequel se passe principalement l’histoire. Ce monde est composé de plusieurs pays et possède une quantité illimitée de magie. Les États faisant partie d’Earthland sont Arbaless, Bellum, Bosco, Caelum, Desierto, Enca, Fiore, Iceberg, Joya, Midi, Minstrel, Pergrande, Stella, Seven et Sin.
Bosco (ボスコ, Bosuko, litt. Bosco) est un pays mentionné au début de l’histoire. Certains pirates avaient pour objectif d’emmener de force Lucy et d’autres femmes vers ce pays pour y être livrées en tant qu'esclaves. Environ la moitié du pays est limitrophe avec Fiore, Seven, Iceberg et Stella, l’autre moitié étant bordée par la mer.
Fiore (フィオーレ, Fiōre, litt. Fiore), en forme longue le royaume de Fiore, est le pays dans lequel se passe Fairy Tail. Plusieurs noms issus de Fiore ont un rapport avec la flore. « Fiore » signifie « Fleur » en italien. C’est pourquoi le royaume porte également le nom de « royaume des fleurs ». Environ 17 millions d’habitants vivent à Fiore. Crocus en est la capitale. L’industrie laitière et horticole sont les principales activités du royaume. Fiore a proclamé son indépendance en l’an x622. Seven et Bosco sont les deux royaumes limitrophes, la plus grande partie de Fiore étant bordée par la mer.
Stella est un pays peu exposé car c'est une île bordée de falaise rocheuse où se déroule le film Fairy Tail, le film : Dragon Cry . Elle est connue pour le stellarium, sa ressource principale et son magnifique ciel étoilé. D'où voici le nom car Stella signifie étoile en Italien.
| Lieu                                                           | Description                                                                  |
| -------------------------------------------------------------- | ---------------------------------------------------------------------------- |
| Akalifa (アカリファ, Akarifa, litt. Acalypha)                  | Acalypha                                                                     |
| Akane Beach (あかねリゾート, Akane Rizōto, litt. Akane Resort) | « Akane » signifie Rubia en japonais                                         |
| Clover (クローバー, Kurōbā, litt. Clover)                      | « Clover » signifie « Trèfle » en anglais                                    |
| Crocus (クロッカス, Kurokkasu, litt. Crocus)                   | Crocus                                                                       |
| Freesia (フリージア, Furījia, litt. Freesia)                   | Freesia                                                                      |
| Île de Galuna (ガルナ島, Garuna-tō, litt. Île de Galuna)       | –                                                                            |
| Harujion (ハルジオン, Harujion, litt. Hargeon)                 | « Hargeon » signifie Erigeron philadelphicus (en) en japonais                |
| Hôsenka (ホウセンカ, Housenka, litt. Hosenka)                  | « Hosenka » signifie Impatien balsamina en japonais                          |
| Kunugi (クヌギ, Kunigi, litt. Kunugi)                          | « Kunugi » signifie Quercu acutissima en japonais                            |
| Magnoria (マグノリア, Magunoria, litt. Magnolia)               | Magnolia                                                                     |
| Onibus (オニバス, Onibasu, litt. Onibas)                       | « Onibas » signifie Euryale ferox en japonais                                |
| Ork (オーク, Ōku, litt. Oak)                                   | « Oak » signifie « Chêne » en anglais                                        |
| Oshibana (オシバナ, Oshibana, litt. Oshibana)                  | « Oshibana » représente l’art des fleurs pressées (en) appelé l’art oshibana |
| Shirotsume (シロツメ, Shirotsume, litt. Shirotsume)            | « Shirotsume » signifie « Trèfle blanc » en japonais                         |
| Mont Yakobe (ハコベ山, Hakobe-san, litt. Mont Hakobe)          | « Hakobe » signifie « Stellaire » en japonais                                |

### Le monde d'Edolas
Edolas (エドラス, Edorasu, litt. Edolas) est un monde parallèle à magie limitée, c’est-à-dire que, contrairement à Earthland, aucune créature ne dispose de magie en elle (excepté les Exceeds), et pour pallier ce fait les individus l’utilisent à l’aide d’objets appelés artefacts. Cependant, le commerce de la magie a été interdit par le roi qui veut avoir un contrôle total sur celle-ci ; le simple fait d’être vu avec un objet utilisant la magie est puni. Aussi, toutes les guildes ont fermé et la seule qui reste est Fairy Tail, qui est considérée comme une guilde noire traquée par les serviteurs du roi. Ainsi, on ne retrouve la magie sur Edolas que dans la Cité Royale, sur les marchés noirs et au royaume d’Extalia (là où vivent les Exceeds). À la suite du passage de Natsu et de ses amis sur Edolas, toute la magie de ce monde a été envoyée sur Earthland, au même titre que les êtres pouvant l'utiliser naturellement ; c'est ainsi que tous les Exceeds se sont retrouvés sur Earthland au même titre que Lisanna qui, aspirée dans ce monde deux ans plus tôt, a pu retrouver son environnement d'origine. Le roi a ensuite été banni et son fils Mistgun, a pris la relève. C’est le monde dont sont originaires Happy, Carla, Panther Lily et Polyussica. Plusieurs personnages, dont les membres de Fairy Tail, ont un « double » vivant à Edolas, même si le double peut avoir de grandes différences avec sa version d’Earthland, ainsi le double de Ichiya, qui s'appelle Nichiya, est un Exceed et pas un humain, alors que le double de Wendy Marvel est plus vieux que sa version d’Earthland.
Edolas est composé de plusieurs villes : la Cité Royale, Extalia (エクスタリア, Ekusutaria, litt. Extalia), Louen, Syka et Troya.

### La magie
La magie fait partie intégrante de l’univers de Fairy Tail elle désigne tout pouvoir surnaturel issu d'une énergie appelée l'ethernano. Il existe de nombreux types de magie différents et les mages peuvent se spécialiser dans certaines de ces magies.
Les chasseurs de dragons sont des enfants ayant été élevés par un dragon associé à un élément qui leur a appris une magie qui, selon les légendes, est la seule permettant de vaincre un dragon. Il existe également une deuxième génération de chasseurs de dragons, qui ont obtenu leurs pouvoirs de manière artificielle grâce à une lacrima implanté dans leur corps. Un mage assez puissant comme God Serena peut avoir plusieurs lacrimas dans son corps. La troisième génération de chasseurs de dragon est une génération hybride entre les deux autres, composée de mages ayant été élevés par un dragon et possédant également une lacrima dans leur corps. La quatrième est faite de mages créés artificiellement et possédant une lacrimas anti-dragons et n apparaît que dans Fairy Tail: Dragon Cry. Le spin-off Fairy Tail 100 Years Quest sorti un an après la fin du manga présente une nouvelle génération de chasseurs de dragons : la cinquième génération, uniquement au sein de la guilde Diabolos sur le continent de Giltena obtient ses pouvoirs en mangeant le dragon, d'où leur nom de chasseurs de dragons. Les chasseurs de dragons d'un certain niveau, toutes générations confondues, souffrent de la même faiblesse : ils ont le mal des transports et se sentent malades dès qu'ils montent à bord d’un quelconque véhicule. La principale caractéristique des chasseurs de dragon est leur alimentation : un chasseur de dragon peut manger l'élément auquel il est affilié, comme du feu par exemple, mais il ne peut consommer la magie qu'il produit car, contrairement à un élément naturel, cela ne lui ferait rien. Un chasseur de dragon peut manger un autre élément auquel il est affilié pour le combiner à son propre élément mais il en subira des effets secondaires.
La magie d’invocation permet d'invoquer, depuis une dimension parallèle, des objets, des personnes (notamment les douze esprits du Zodiaque) ou même des animaux. La magie stellaire est une magie d'invocation qui permet d'invoquer, depuis leur monde, les esprits représentants les constellations, les douze esprits du Zodiaque étant considéré comme les plus puissants, les esprits sont invoqués à l'aide de clefs d'argent pour les simples constellations, et d'or pour les douze signes du Zodiaque.
La magie de création permet de modeler un élément selon ses désirs.
Les magies perdues ont été interdites ou oubliées au cours du temps, mais certains mages les pratiquent encore, principalement dans les guildes noires.
La magie d’écriture s'appuie sur l'utilisation de caractères écrits. Leurs relations sont complexes et leurs utilisations variées. Les caractères utilisés peuvent être des mots, de simples caractères ou des runes anciennes.

## Analyse de l’œuvre

### Inspiration et création de l’œuvre

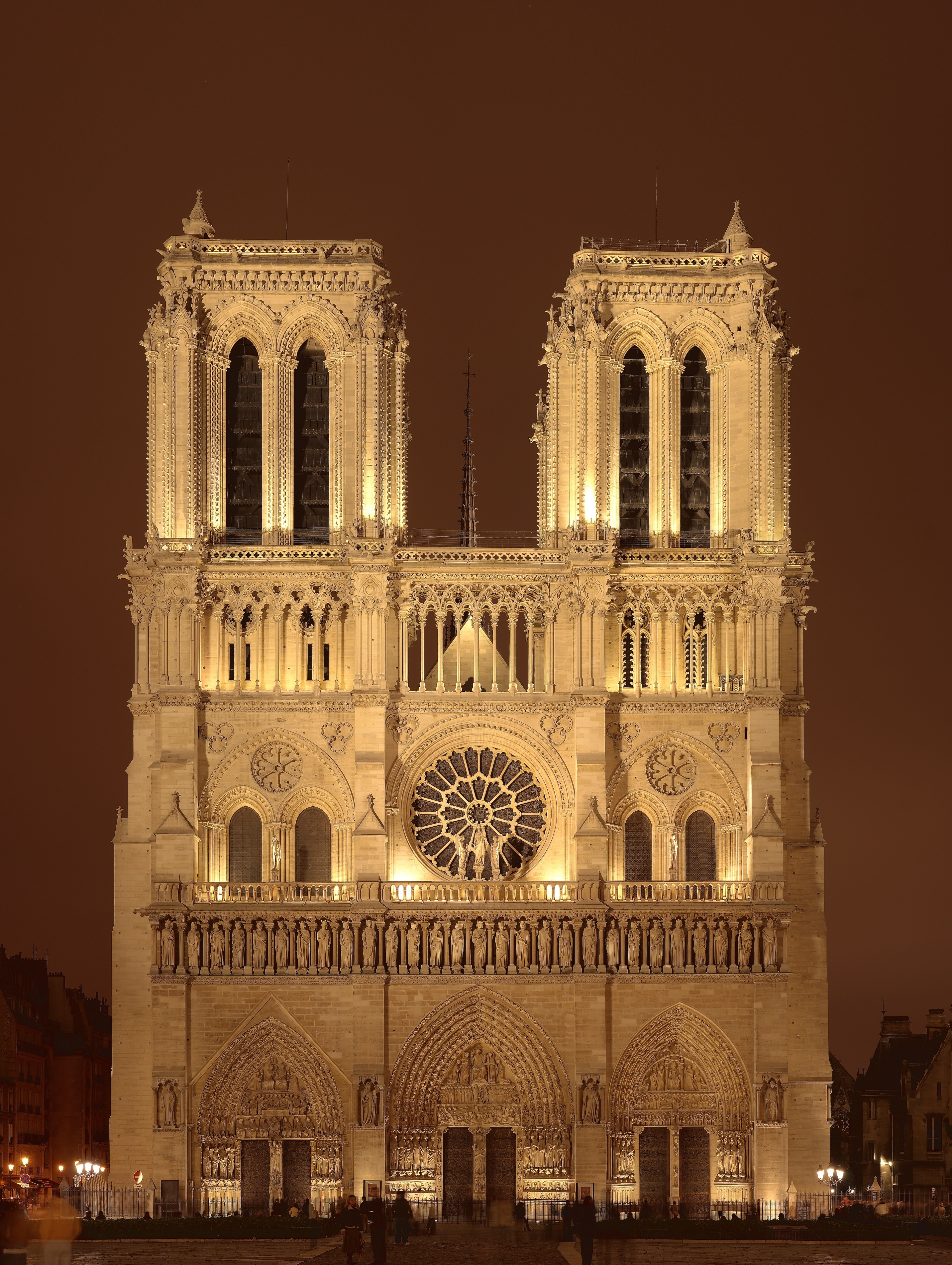
Cathédrale Notre-Dame de Paris

Pour sa création, Hiro Mashima voulait que son œuvre raconte l’histoire d’un conte de fée. Il a choisi le titre de « Fairy Tail », qui signifie « Queue de fée », pour le jeu de mots avec « Fairy Tale », qui signifie « Conte de fée » en anglais,.
Hiro Mashima ayant visité la France, il dit s’inspirer de Paris pour créer ses œuvres. C’est à la suite de son deuxième voyage en France que Hiro Mashima a utilisé comme modèle la cathédrale Notre-Dame de Paris pour dessiner la cathédrale Kaldia de Magnolia. Lors d’une interview à la 11e édition de Japan Expo en 2010, il cite : « J’aime beaucoup les rues de Paris, et j’aimerais beaucoup qu’on retrouve l’ambiance des rues de cette ville dans mes œuvres. ».

### Thèmes abordés
On trouve dans Fairy Tail le thème de la fantasy, thème de prédilection de Hiro Mashima, où la magie a une place importante dans l’univers du manga. L’apparition de créatures légendaires comme les dragons, semblables à ceux issus de la mythologie, ont également leur place dans le manga. Mais en plus du dragon classique, on trouve d’autres dragons pouvant manipuler d’autres éléments que celui du feu.

### Évolution de l’œuvre
Depuis que le manga a été adapté en animé, la cadence de sortie de la série télévisée est d'un épisode par semaine mais l’histoire dans l’anime rattrape petit à petit l’histoire dans le manga. L’auteur n’a ainsi pas assez de temps pour sortir des chapitres en gardant une distance stable avec les épisodes. Pour pallier ce problème, des épisodes filler ont été ajoutés laissant ainsi le temps à l’auteur de prendre une bonne longueur d’avance sur la sortie de ses chapitres par rapport à la sortie des épisodes. Ainsi, l’arc La Clé du ciel étoilé de l'anime a été ajouté entre les arcs Retrouvailles sept ans plus tard et Grands Jeux magiques du manga.
L’anime a connu une pause au niveau de l’épisode 175 en mars 2013, pour que le manga puisse prendre de l'avance, et a repris en avril 2014 avec quelques changements au niveau de la production. Il a également été mis en pause en mars 2016 pour reprendre en 2018 avec l'adaptation de la fin du manga.

## Manga
Le manga Fairy Tail est écrit et dessiné par Hiro Mashima. Il est prépublié du 2 août 2006 au 26 juillet 2017 dans le magazine Weekly Shōnen Magazine. La série est compilée en un total de 63 tomes. La version française est publiée par Pika Édition à partir de septembre 2008.
Une histoire de type one shot crossover a été publiée dans le Magazine Spécial de mai 2011 par Kōdansha mêlant le manga Fairy Tail et Rave, tous deux ayant été écrits et dessinés par Hiro Mashima. L’histoire se focalise sur les deux personnages principaux des deux mangas, Natsu pour Fairy Tail et Haru pour Rave, qui se sont perdus. Les deux héroïnes, Lucy pour Fairy Tail et Élie pour Rave, partent alors à leur recherche.
Dans le magazine spécial du Weekly Shōnen Magazine sorti le 19 octobre 2013, un crossover avec Seven Deadly Sins a été publié, au format yonkoma dessiné par l'auteur de l'autre série. Un second crossover avec Seven Deadly Sins a été publié le 25 décembre 2013.
En février 2018, Un one shot crossover est publié dans le tome 18 du manga français Dreamland dessiné par Reno Lemaire, avec qui Hiro Mashima est ami.

### Fiche technique du manga
- Édition japonaise : Kōdansha

Logo du manga dans le Weekly Shōnen Magazine et de lanime.

  - Nombre de volumes sortis : 63 (terminé)
  - Date de première publication : décembre 2006
  - Prépublication : Weekly Shōnen Magazine, 2 août 2006 - 26 juillet 2017
- Édition française : Pika Édition
  - Nombre de volumes sortis : 63 (terminé)
  - Date de première publication : septembre 2008
  - Format : 120 mm × 180 mm
- Autres éditions
  -  Allemagne : Carlsen
  -  Espagne : Norma Editorial
  -  États-Unis /  Canada : Del Rey Books, Kodansha Comics USA
  -  Italie : Star Comics
  -  Portugal : Editora JBC
  -  Taïwan : Tong Li Publishing

### Découpage des chapitres
Voici l’organisation chronologique par arcs narratifs :
Saga âge d'or de Fairy Tail :
1. Arc Début (chapitres 1 à 3)
2. Arc Day Break (chapitres 4 à 9)
3. Arc Eisen Wald (chapitres 10 à 21)
4. Arc Île de Galuna (chapitres 22 à 46)
5. Arc Phantom Lord (chapitres 47 à 68)
6. Arc Loki (chapitres 69 à 74)
7. Arc Tour du paradis (chapitres 75 à 105)
8. Arc Battle of Fairy Tail (chapitres 106 à 129)
9. Arc Oracion Seis (chapitres 130 à 165)
10. Arc Edolas (chapitres 166 à 200)
11. Arc Île Tenrô (chapitres 201 à 253)

Saga du retour de Fairy Tail :
1. Arc Sept ans plus tard (chapitres 254 à 257)
2. Arc Grands Jeux Magiques (chapitres 258 à 322)
3. Arc Eclipse (chapitres 323 à 340)
4. Arc Village du Soleil (chapitres 341 à 355)
5. Arc Tartaros (chapitres 356 à 417)

Saga finale :
1. Arc Avatar (chapitres 418 à 435)
2. Arc Arbaless (chapitres 436 à 545)

## Anime

Logo de Fairy Tail (2014 – 2016).

Le manga a été adapté en anime par les studios d’animation A-1 Pictures et Satelight. La série télévisée est diffusée du 12 octobre 2009 jusqu’au 30 mars 2013 sur TV Tokyo au Japon, pour un total de 175 épisodes. Après que l'intrigue a rattrapé la publication du manga, l'anime s'arrête pendant une période d'une année durant laquelle 51 épisodes sont rediffusés sous le titre de Fairy Tail Best, en excluant tous les épisodes hors-série. L’auteur Hiro Mashima a cependant annoncé qu’il ne s’agissait pas d’un arrêt définitif,.
En juillet 2013, il déclare que la suite est en préparation,. Celle-ci est diffusée à partir d'avril 2014. Le studio Bridge remplace Satelight aux côtés de A-1 Pictures, et Shinji Takeuchi remplace Aoi Yamamoto en tant que character-designer,. L'adaptation est de nouveau arrêtée en mars 2016.
En juillet 2017, Hiro Mashima annonce que la dernière saison de l'anime sera diffusée en 2018. Celle-ci est diffusée à partir d'octobre 2018.
Neuf OAV sont sortis entre avril 2011 et décembre 2016. Un film d’animation nommé Fairy Tail, le film : La prêtresse du Phœnix est sorti en août 2012, et un second nommé Fairy Tail, le film : Dragon Cry en mai 2017.
En France, l'anime est diffusé depuis le 3 juin 2011 sur Game One et depuis le 28 janvier 2012 sur Direct Star puis D17. À partir de juillet 2012, les épisodes sont diffusés sur Genzai, la plate-forme de simulcast de Kana Home Video. La suite est diffusée en simulcast sur Anime Digital Network et à la télévision sur J-One,. Les neuf saisons et les deux films sont aussi disponibles sur la plateforme Prime Vidéo

### Série télévisée

#### Fiche technique de l'anime
- Titre original : フェアリーテイル (Fearī Teiru)
- Titre français : Fairy Tail
- Réalisation : Shinji Ishihira
- Scénario : d’après Fairy Tail de Hiro Mashima
- Musique : Yasuharu Takanashi
- Composition de la série : Masashi Sogo
- Character designer : Aoi Yamamoto
- Studio d'animation : A-1 Pictures, Satelight (1 - 175), Bridge (176 - 277), CloverWorks (278 – 328)
- Pays d'origine :  Japon
- Langue originale : japonais
- Durée : 25 minutes
- Nombre d'épisodes, licence et date de première diffusion :
  -  Version japonaise : 328 (terminée), licence TV Tokyo, diffusé depuis le 12 octobre 2009[14] sur cette même chaîne.
  -  Version française : 328 (terminée), licence Kana Home Video, diffusé depuis le

3 juin 2011 sur Game One (terminée) ;
4 octobre 2013 sur J-One (rediffusion) ;
12 janvier 2013 sur D17.

#### Découpage des épisodes
Voici l’organisation chronologique des épisodes par saisons et arcs :
- Saison 1 :

1. Arc Macao (épisodes 1 et 2)
2. Arc Day Break (épisodes 3 et 4)
3. Arc Eisen Wald (épisodes 5 à 9)
4. Arc Île de Galuna (épisodes 10 à 18)
5. Arc Phantom Lord (épisodes 19 à 29)
6. Arc Loki (épisodes 30 à 32)
7. Arc Tour du Paradis (épisodes 33 à 41)
8. Arc Bataille de Fairy Tail (épisodes 42 à 48)

- Saison 2 :

1. Arc Oracion Seis (épisodes 49 à 68)
2. Arc Daphné (épisodes 69 à 72)

- Saison 3 :

1. Arc Edolas (épisodes 73 à 95)
2. Arc Île Tenrô (épisodes 96 à 122)
3. Arc Sept ans plus tard (épisodes 123 et 124)

- Saison 4

1. Arc La clé du ciel étoilé (épisodes 125 à 150)

- Saison 5

1. Arc Grands Jeux Intermagiques (épisodes 151 à 175)

- Saison 6

1. Arc Éclipse (épisodes 176 à 201)
2. Arc Éclipse des esprits stellaires (épisodes 202 à 218)

- Saison 7

1. Arc La Créature Mystérieuse (épisodes 219 à 226)
2. Arc Village du Soleil (épisodes 227 à 233)
3. Arc Tartaros (épisodes 234 à 265)

- Saison 8

1. Arc Fairy Tail Zérø (épisodes 266 à 275)
2. Arc Un an plus tard (épisodes 276 et 277)

- Saison 9

1. Arc Avatar (épisodes 278 à 284)
2. Arc Arbaless (épisodes 285 à 328)

#### Musiques
| Générique | Épisodes  | Début                       | Début                                | Fin                               | Fin                                         |
| Générique | Épisodes  | Titre                       | Artiste                              | Titre                             | Artiste                                     |
| --------- | --------- | --------------------------- | ------------------------------------ | --------------------------------- | ------------------------------------------- |
| 1         | 1 – 11    | Snow Fairy                  | Funkist                              | Kanpeki guu no ne                 | Watarirōka Hashiritai                       |
| 2         | 12 – 24   | S.O.W. Sense of Wonder      | Idoling!!!                           | Tsuioku Merry-Go-Round            | Onelifecrew                                 |
| 3         | 25 – 35   | ft.                         | Funkist                              | Gomen ne watashi                  | Shiho Nanba                                 |
| 4         | 36 – 48   | R.P.G ~Rockin' Playing Game | SuG                                  | Kimi ga iru kara                  | Mikuni Shimokawa                            |
| 5         | 49 – 60   | Egao no mahou               | Magic Party                          | Holy Shine                        | Daisy x Daisy                               |
| 6         | 61 – 72   | Fiesta                      | +Plus                                | Be as One                         | w-inds.                                     |
| 7         | 73 – 85   | Evidence                    | Daisy x Daisy                        | Lonely Person                     | ShaNa                                       |
| 8         | 86 – 98   | The Rock City Boy           | Jamil                                | Don't think. Feel !!!             | Idoling!!!                                  |
| 9         | 99 – 111  | Towa no kizuna              | Daisy x Daisy feat. Another Infinity | Kono te nobashite                 | Hi-Fi CAMP                                  |
| 10        | 112 – 124 | I Wish                      | Milky Bunny                          | Boys be Ambitious !!              | Hi-Fi CAMP                                  |
| 11        | 125 – 137 | Hajimari no sora            | +Plus                                | Glitter                           | Another Infinity feat. Mayumi Morinaga (en) |
| 12        | 138 – 150 | Tenohira                    | Hero                                 | Yell ~Kagayaku tame no mono~      | Sata Andagi                                 |
| 13        | 151 – 166 | Breakthrough                | Going Under Ground                   | Kimi ga kureta mono               | Shizuka Kudō                                |
| 14        | 167 – 175 | Fairy Tail ~Yakusoku no hi~ | Chihiro Yonekura                     | We’re the Stars                   | Aimi Terakawa                               |
| 15        | 176 – 188 | Masayume Chasing            | BoA                                  | Kimi to kare to boku to kanojo to | BREATHE (ja)                                |
| 16        | 189 – 203 | Strike Back                 | Back-On                              | Kokoro no kagi                    | May J.                                      |
| 17        | 204 – 214 | Mysterious Magic            | Do As Infinity                       | Kimi no mirai                     | Root Five                                   |
| 18        | 215 – 226 | Break Out                   | V6                                   | Don't let me down                 | Mariya Nishiuchi                            |
| 19        | 227 – 239 | Yumeiro Graffiti            | Tackey & Tsubasa                     | Never ever                        | Tokyo Girls' Style                          |
| 20        | 240 – 252 | Never-End Tale              | Tatsuyuki Kobayashi et Konomi Suzuki | Forever Here                      | Yoko Ishida                                 |
| 21        | 253 – 265 | Believe in Myself           | Edge of Life                         | Azayaka na Tabiji                 | Megumi Mori                                 |
| 22        | 266 – 277 | Ashita o Narase             | Kavka Shishido                       | Landscape                         | SOLIDEMO                                    |
| 23        | 278 – 290 | Power of the Dream          | LOL                                  | Endless Harmony                   | Beverly[Lequel ?]                           |
| 24        | 291 - 303 | Down by Law                 | The Rampage from Exile Tribe         | Pierce                            | Empire                                      |
| 25        | 304 - 316 | NO-LIMIT                    | Ōsaka ☆ Shunkashūtō                  | Boku to Kimi no Lullaby           | Miyuna                                      |
| 26        | 316 - 328 | MORE THAN LiKE              | BiSH                                 | Exceed                            | Miyuu                                       |

#### Différences avec le manga
L’anime est globalement fidèle à la trame originale du manga, malgré quelques différences mineures.
Au niveau du scénario, les principales divergences sont le contenu filler, dit aussi « hors-série », qui propose des scènes voir des épisodes entiers basé sur une intrigue originale extérieur au fil narratif principal (étant principalement produit par motif d'éviter de rattraper l'intrigue du manga alors en cours de publication). En plus d'épisodes hors-série totalement indépendants (souvent scénarisés dans un cadre comique), plusieurs arcs narratifs entièrement filler ont également vus le jour au cours de la série télévisée, notamment l'arc Daphné (épisodes 69 à 72), l'arc La Clé du ciel étoilé (épisodes 128 à 151) ou encore l'arc Éclipse des esprits stellaires (épisodes 204 à 218). Bien que ces arcs ne soient pas considérés comme canon, Hiro Mashima a tout de même été impliqué dans la conception des design des personnages originaux et à quelques éléments scénaristiques mineures.
Sur l'aspect visuel, un cercle d’invocation apparaît dans la première série télévisée (épisodes 1 à 175) lorsqu’un personnage utilise sa magie, élément absent du manga. Le design des personnages est également assez éloigné de celui du manga, rajeunissant légèrement les personnages avec des traits plus arrondis. Une édulcoration de l'œuvre originale est aussi constatée, notamment via la censure permanente de toute présence de sang ou d'éléments jugés trop violents, ainsi que certaines scènes de fan-service au caractère sexuel trop prononcé. Ces effets de censure sont cependant absents des OAV et des films d'animation.
À partir de la seconde série télévisée (épisode 176), conséquence d'une équipe de production majoritairement différente, l'animation diverge de la première série de par ses contrastes de couleur et de luminosité, sa photographie, ainsi que la numérisation des arrières-plans. Le design des personnages est également totalement re-conçu pour donner un résultat plus fidèle au manga, de la même manière que dans les films d'animation. Les cercles d'invocation disparaissent également, et bien que les scènes jugées « violentes » ou au fan-service trop prononcé restent globalement censurées, il arrive désormais que du sang puisse apparaître dans certaines scènes, rendu parfois noir à la télévision puis rouge dans les versions DVD / Blu-ray, tout comme des sous-vêtements féminins apparaissant de manière plus flagrante dans les versions DVD / Blu-ray qu'à la télévision. La photographie devient également plus terne pour donner un ton plus dramatique durant la seconde partie de l'anime (épisode 227 à 277) avant de reprendre sa luminosité initiale dans la troisième série (à partir de l'épisode 278). Bien que Yasuharu Takanashi compose toujours la bande-son, l'anime contient exclusivement des nouveaux thèmes musicaux. Le thème principal de la première série sera néanmoins réutilisé à partir de la dernière saison.

#### DVD
Kana Home Video est le studio français qui produit et édite les coffrets deux DVD en version originale et française non censurée.
| Coffret DVD | Édition japonaise | Édition japonaise | Édition française | Édition française |
| Coffret DVD | Date de sortie    | Épisodes          | Date de sortie    | Épisodes          |
| ----------- | ----------------- | ----------------- | ----------------- | ----------------- |
| 1           | 29 janvier 2010   | 4                 | 4 mai 2011        | 10 (1 à 10)       |
| 2           | 26 février 2010   | 4                 | 6 juillet 2011    | 9 (11 à 19)       |
| 3           | 17 mars 2010      | 4                 | 7 septembre 2011  | 10 (20 à 29)      |
| 4           | 30 avril 2010     | 4                 | 19 octobre 2011   | 9 (30 à 38)       |
| 5           | 28 mai 2010       | 4                 | 23 novembre 2011  | 10 (39 à 48)      |
| 6           | 25 juin 2010      | 4                 | 1er février 2012  | 10 (49 à 58)      |
| 7           | 30 juillet 2010   | 4                 | 2 mai 2012        | 9 (59 à 67)       |
| 8           | 27 août 2010      | 4                 | 22 août 2012      | 10 (68 à 77)      |
| 9           | 6 octobre 2010    | 4                 | 3 octobre 2012    | 9 (78 à 86)       |
| 10          | 3 novembre 2010   | 4                 | 5 décembre 2012   | 10 (87 à 96)      |
| 11          | 1er décembre 2010 | 4                 | 6 février 2013    | 9 (97 à 105)      |
| 12          | 24 décembre 2010  | 4                 | 24 avril 2013     | 10 (106 à 115)    |
| 13          | 2 février 2011    | 4                 | 26 juin 2013      | 9 (116 à 124)     |
| 14          | 2 mars 2011       | 4                 | 25 septembre 2013 | 10 (125 à 134)    |
| 15          | 27 avril 2011     | 4                 | 6 novembre 2013   | 9 (135 à 143)     |
| 16          | 3 mai 2011        | 4                 | 29 janvier 2014   | 10 (144 à 153)    |
| 17          | 1er juin 2011     | 4                 | 23 avril 2014     | 10 (154 à 163)    |
| 18          | 6 juillet 2011    | 4                 | 2 juillet 2014    | 12 (164 à 175)    |
| 19          | 3 août 2011       | 4                 | 22 avril 2015     | 4 (176 à 179)     |
| 20          | 7 septembre 2011  | 4                 | 20 mai 2015       | 4 (180 à 183)     |
| 21          | 5 octobre 2011    | 4                 | 17 juin 2015      | 4 (184 à 187)     |
| 22          | 2 novembre 2011   | 4                 | 15 juillet 2015   | 4 (188 à 191)     |
| 23          | 7 décembre 2011   | 4                 | 26 août 2015      | 4 (192 à 195)     |
| 24          | 6 janvier 2012    | 4                 | 30 septembre 2015 | 4 (196 à 199)     |
| 25          | 1er février 2012  | 4                 | 4 novembre 2015   | 4 (200 à 203)     |
| 26          | 7 mars 2012       | 4                 | 16 décembre 2015  | 4 (204 à 207)     |
| 27          | 4 avril 2012      | 4                 | 20 janvier 2016   | 4 (208 à 211)     |
| 28          | 2 mai 2012        | 4                 | 2 mars 2016       | 4 (212 à 215)     |
| 29          | 6 juin 2012       | 4                 | 8 avril 2016      | 4 (216 à 219)     |
| 30          | 4 juillet 2012    | 4                 | 27 mai 2016       | 4 (220 à 223)     |
| 31          | 1er août 2012     | 4                 | 6 juillet 2016    | 3 (224 à 226)     |
| 32          | 5 septembre 2012  | 4                 | 5 octobre 2016    | 3 (227 à 230)     |
| 33          | 3 octobre 2012    | 4                 | 9 novembre 2016   | 4 (231 à 234)     |
| 34          | 7 novembre 2012   | 4                 | 18 janvier 2017   | 4 (235 à 238)     |
| 35          | 5 décembre 2012   | 4                 | 22 février 2017   | 4 (239 à 242)     |
| 36          | 9 janvier 2013    | 4                 | 12 avril 2017     | 4 (243 à 246)     |
| 37          | 6 février 2013    | 4                 | 24 mai 2017       | 7 (247 à 250)     |
| 38          | 6 mars 2013       | 4                 | 28 juin 2017      | 4 (251 à 254)     |
| 39          | 3 avril 2013      | 4                 | 7 juillet 2017    | 4 (255 à 258)     |
| 40          | 1er mai 2013      | 4                 | 30 août 2017      | 4 (259 à 262)     |
| 41          | 5 juin 2013       | 4                 | 27 septembre 2017 | 4 (263 à 266)     |
| 42          | 3 juillet 2013    | 4                 | 22 novembre 2017  | 4 (267 à 270)     |
| 43          | 7 août 2013       | 4                 | 10 janvier 2018   | 4 (271 à 274)     |
| 44          | 4 septembre 2013  | 3                 | 21 mars 2018      | 3 (275 à 277)     |
| 45          | 17 juillet 2014   | 4                 | 8 juillet 2020    | 25 (278 à 303)    |
| 46          | 16 août 2014      | 4                 | 21 octobre 2020   | 24 (304 à 328)    |
| 47          | 17 septembre 2014 | 4                 |                   |                   |
| 48          | 17 octobre 2014   | 4                 |                   |                   |
| 49          | 17 novembre 2014  | 4                 |                   |                   |
| 50          | 17 décembre 2014  | 4                 |                   |                   |
| 51          | 17 janvier 2015   | 4                 |                   |                   |
| 52          | 17 février 2015   | 4                 |                   |                   |
| 53          | 17 mars 2015      | 4                 |                   |                   |
| 54          | 17 avril 2015     | 4                 |                   |                   |
| 55          | 15 mai 2015       | 4                 |                   |                   |
| 56          | 16 juin 2015      | 4                 |                   |                   |
| 57          | 17 juillet 2015   | 4                 |                   |                   |
| 58          | 17 septembre 2015 | 4                 |                   |                   |
| 59          | 17 novembre 2015  | 4                 |                   |                   |
| 60          | 17 décembre 2015  | 4                 |                   |                   |
| 61          | 15 janvier 2016   | 4                 |                   |                   |
| 62          | 17 février 2016   | 4                 |                   |                   |
| 63          | 18 mars 2016      | 4                 |                   |                   |
| 64          | 16 avril 2016     | 4                 |                   |                   |
| 65          | 16 mai 2016       | 4                 |                   |                   |
| 66          | 17 juin 2016      | 4                 |                   |                   |
| 67          | 15 juillet 2016   | 4                 |                   |                   |
| 68          | 17 août 2016      | 4                 |                   |                   |
| 69          | 16 septembre 2016 | 3                 |                   |                   |
| 70          | 17 octobre 2016   | 3                 |                   |                   |

### OAV
| No | Titre français                                        | Titre japonais                        | Titre japonais                         | Date de 1re diffusion |
| No | Titre français                                        | Kanji                                 | Rōmaji                                 | Date de 1re diffusion |
| --- | ----------------------------------------------------- | ------------------------------------- | -------------------------------------- | --------------------- |
| 1 | Bienvenue à Fairy Hills !!                            | ようこそ フェアリーヒルズ！！         | Yōkoso Fearī Hiruzu                    | 15 avril 2011         |
| Lucy doit s’occuper d’un travail à Fairy Hills, le dortoir réservé aux filles de la guilde. Hilda, l’intendante, recherche son trésor perdu. |                                                       |                                       |                                        |                       |
| 2 | L’Académie des fées : Le Délinquant et la Délinquante | 妖精学園 ヤンキーくんとヤンキーちゃん | Yōsei Gakuen Yankee-kun to Yankee-chan | 17 juin 2011          |
| L’académie Fairy est connue pour être un établissement un peu étrange. Lucy, une nouvelle étudiante, va y faire de drôles de rencontres. |                                                       |                                       |                                        |                       |
| 3 | Memory Days                                           | メモリーデイズ                        | Memorī Deizu                           | 17 février 2012       |
| L’histoire se base autour de Natsu, Lucy, Happy, Erza et Grey qui font un bond dans le passé en ouvrant un mystérieux livre. |                                                       |                                       |                                        |                       |
| 4 | Le Camp d’entraînement des fées                       | 妖精たちの合宿                        | Yōsei-tachi no gasshuku                | 16 novembre 2012      |
| Les membres de la guilde partent en vacances à la plage pour prendre du bon temps et s’entraîner pour être prêt à participer aux grands jeux magiques.                                                                                            |                                                       |                                       |                                        |                       |
| 5 | Loisirs d’été à Ryûzetsu Land                         | ドキドキ・リュウゼツランド            | Dokidoki Ryuuzetsu Rando               | 17 juin 2013          |
| [Chapitre 298] – Les mages de Fairy Tail vont passer un moment de détente dans un parc de loisirs après une journée aux grands jeux magiques. |                                                       |                                       |                                        |                       |
| 6 | Fairy Tail x Rave                                     | フェアリーテイル x レイヴ             | Fearī Teiru x Reivu                    | 16 août 2013          |
| Une adaptation animée du one shot crossover de Fairy Tail et Rave. |                                                       |                                       |                                        |                       |
| 7 | Le châtiment des Fées                                 | 妖精たちの罰ゲーム                    | Yōsei-tachi no Batsu Gemü              | 17 mai 2016           |
| Après les grands jeux magiques, l'équipe B à gagner le droit durant une journée faire ce qu'ils veulent des membres de l'équipe A. |                                                       |                                       |                                        |                       |
| 8 | Natsu vs Mavis                                        | ナツvsメイビス                        | Natsu vs Meibisu                       | 17 novembre 2016      |
| Mavis est triste et Natsu le remarque, alors il lui demande ce qui lui ferait plaisir, et part à l'aventure accompagné de Lucy, Happy, Grey, Erza, Wendy, Carla et Jubia.                                                                         |                                                       |                                       |                                        |                       |
| 9 | Fairy Christmas                                       | 妖精たちのクリスマス                  | Yōsei-tachi no Kurisumasu              | 16 décembre 2016      |
| Au réveillons de Noël, la guilde organise l’installation du sapin de Noël devant la cathédrale Kaldia puis le soir, Erza propose de jouer à un jeu avec Natsu, Lucy, Happy, Grey, Jubia, Wendy, Carla, Gajil, Lily et Levy qui finira très chaud. |                                                       |                                       |                                        |                       |

| Générique | OAV | Début           | Début                             | Fin                                                | Fin                                   |
| Générique | OAV | Titre           | Artiste                           | Titre                                              | Artiste                               |
| --------- | --- | --------------- | --------------------------------- | -------------------------------------------------- | ------------------------------------- |
| 1         | 1   | Eternal Fellows | Tetsuya Kakihara                  | 日常賛歌 ～This Place～ (Nichijō sanka This Place) | Aya Hirano                            |
| 1         | 2   | Eternal Fellows | Tetsuya Kakihara                  | 日常賛歌 ～This Place～ (Nichijō sanka This Place) | Aya Hirano                            |
| 1         | 3   | Eternal Fellows | Tetsuya Kakihara                  | 日常賛歌 ～This Place～ (Nichijō sanka This Place) | Aya Hirano                            |
| 2         | 4   | Blow Away       | Tetsuya Kakihara, Yūichi Nakamura | Happy Tale                                         | Aya Hirano, Sayaka Ohara, Satomi Satō |
| 2         | 5   | Blow Away       | Tetsuya Kakihara, Yūichi Nakamura | Happy Tale                                         | Aya Hirano, Sayaka Ohara, Satomi Satō |
| 2         | 6   | Blow Away       | Tetsuya Kakihara, Yūichi Nakamura | Happy Tale                                         | Aya Hirano, Sayaka Ohara, Satomi Satō |
| 3         | 7   | Give me Five !  | Chihiro Yonekura                  | Go Moji no Koi no Yukue                            | Chihiro Yonekura                      |
| 3         | 8   | Give me Five !  | Chihiro Yonekura                  | Go Moji no Koi no Yukue                            | Chihiro Yonekura                      |
| 3         | 9   | Give me Five !  | Chihiro Yonekura                  | Go Moji no Koi no Yukue                            | Chihiro Yonekura                      |

### Films

#### Fairy Tail, le film: La Prêtresse du Phœnix
Fairy Tail, le film : La Prêtresse du Phœnix (劇場版 ＦＡＩＲＹ　ＴＡＩＬ　鳳凰の巫女, Gekijōban Fearī Teiru Hōō no miko, litt. Fairy Tail, le film : La Prêtresse du Phœnix) est un film d’animation sorti le 18 août 2012 dont l’annonce a été faite dans le numéro 50 du Weekly Shōnen Magazine. Quatre bandes-annonces sont disponibles,,,. La deuxième bande-annonce informe que l’auteur original du manga, Hiro Mashima, a été responsable de l’histoire du film ainsi que du design des personnages.
Le Premier Matin (はじまりの朝, Hajimari no asa) est un chapitre de 30 pages édité en août 2012 puis adapté en anime le 15 février 2013. Il s’agit du prologue du film dessiné par l’auteur lui-même et fourni pour ceux qui ont acheté à l’avance leur billet pour voir le film.
En France, le film est sorti le 23 juin 2013 et est édité en DVD, Blu-ray et édition collector par Kana Home Video le 28 août 2013.
Synopsis
Natsu et ses amis sont chargés de capturer Geest, un mage ancien membre de la guilde Quatro Cerberos. Mais à cause d'une erreur de Lucy, la mission se solde par un échec. Sur le chemin du retour vers son appartement, la constellationniste rencontre une fille nommée Éclair, écroulée au sol. Cette fille, accompagnée d’un oiseau nommé Momon, a, semble-t-il, perdu la mémoire et tout ce dont elle se rappelle est qu’elle doit livrer la moitié de la pierre de Phœnix, en sa possession, quelque part. Les ennuis ne tardent pas à arriver pour Fairy Tail. En effet, les mages de la guilde Carbuncle sont engagés par Kriem, un prince capricieux qui convoite la pierre qu’Éclair possède. Natsu et ses camarades arrivent à Rose Garden et en profitent pour visiter la ville. Mais un mystérieux mage attaque Éclair, puis Lucy et elles tentent de lui échapper. Il sera poursuivi par Natsu et Grey, mais arrive à s'enfuir. Accompagnée des mages de Fairy Tail, Éclair entre dans un atelier où elle reçoit un message de Kalard, son père par le biais d'une lacrima (mort d'une maladie). Lucy ayant également perdu son père depuis peu, elle propose à Éclair de devenir amies et la jeune prêtresse accepte. Elle souhaite engager Fairy Tail pour la mission, que Natsu et ses camarades acceptent sans hésiter. Malheureusement, la prêtresse se fait capturer par les mages de Carbuncle qui ont détruit une partie de la guilde Fairy Tail.
Gajil et Lily font part à leurs camarades de leur enquête effectuée à la principauté de Veronica, leur apprenant que celui qui rassemblera les deux pierres du Phoenix deviendra immortel et le Phoenix sera ressuscité. Natsu, Lucy, Happy, Wendy, Carla, Grey et Erza sont, cette fois, accompagnés par Jubia, Gajil et Lily pour porter secours à Éclair. Erza bat Coordinateur, Grey et Jubia battent Cannon, Gajil bat Chase, tandis que Natsu se fait humilier par Dyst. La cérémonie du sacrifice d'Éclair débute et Kriem rassemble les deux morceaux de la pierre du Phoenix, réveillant ainsi un monstre géant. La prêtresse sera sauvée par Natsu et Lucy. Dyst trahit Kriem et souhaite prendre sa place. Il demande au Phoenix de le rendre immortel, mais Natsu finit par prendre sa revanche sur le mage de Carbuncle. De son côté, Éclair finit par recouvrer la mémoire, se souvenant de tout. Makarof apporte la flèche d'Haja, qu'Erza utilise pour abattre le Phoenix. Natsu enfonce davantage la flèche, détruisant le monstre géant. Mais la destruction du Phoenix provoque également la disparition d'Éclair, devenue immortelle il y a 400 ans, et qui a bu le sang du monstre. Elle dit adieu à Lucy en la remerciant d'être devenue son amie, demande à Natsu de bien prendre soin de la constellationniste avant de partir avec Momon, mort en voulant sauver sa maîtresse des flammes lors de la cérémonie. Inconsolable depuis la mort d'Éclair, Lucy est réconfortée par Natsu qui la prend dans ses bras.
Fiche technique
- Titre original : 劇場版 ＦＡＩＲＹ　ＴＡＩＬ　鳳凰の巫女 (Gekijōban Fearī Teiru Hōō no miko)
- Titre français : Fairy Tail, le film : La Prêtresse du Phœnix
- Directeur : Masaya Fujimori
- Scénario : Masashi Sogo
- Histoire : Hiro Mashima
- Musique : Yasuharu Takanashi
- Directeur d’animation : Takafumi Hori
- Character design : Hiro Mashima
- Studio d’animation : A-1 Pictures
- Distributeur : Shōchiku
- Durée : 90 minutes
- Dates de sortie
  -  Japon : 18 août 2012[76]
  -  France : 23 juin 2013[82]

#### Fairy Tail, le film: Dragon Cry
Un second film d'animation est annoncé en mai 2015 dans le magazine Weekly Shōnen Magazine. Intitulé Fairy Tail: Dragon Cry, le film est sorti le 6 mai 2017 en salle japonaise.
Synopsis
Le Dragon Cry est un artefact magique se trouvant dans un temple du royaume de Fiore capable de détruire le monde. Il a été volé et les personnes qui sont chargés de le retrouver sont Natsu, Lucy, Happy, Grey, Erza, Wendy et Carla.
Fiche technique
- Titre original : 劇場版FAIRY TAIL -DRAGON CRY- (Gekijō-ban Fearī Teiru -Doragon CRY-)
- Titre français : Fairy Tail, le film : Dragon Cry
- Directeur : Tatsuma Minamikawa
- Scénario : Shoji Yonemura
- Histoire : Hiro Mashima
- Musique : Yasuharu Takanashi
- Directeur d’animation :
- Character design : Hiro Mashima
- Studio d’animation : A-1 Pictures
- Distributeur : GAGA
- Durée : 85 minutes
- Dates de sortie
  -  Japon : 6 mai 2017[76]
  -  France : 19 mai 2017 en VOSTFR

### Doublage
La version française de l’anime est réalisé par les sociétés de doublage studio Wantake et Time-Line Factory, sous la direction artistique de Bruno Méyère et Mélanie Anne. L'adaptation des dialogues est travaillé par Camille Demaret, Jessica Bluthe, Julien Notais, Alexandre Touchet, Pierre-Édouard Dumora et Hervé Contini. La prise de son et le mixage audio est tenu par Erwan Le Gall, Yannick Bertelli, Elie Chardeaux, Guillaume Sablon.

## Produits dérivés

### CD
Tous les CD sont sortis sous le label Pony Canyon.
Albums
- 2016 : Fairy Tail Original Sound Collection 2
- 2015 : Fairy Tail Original Sound Collection
- 2013 : Fairy Tail Original Soundtrack Vol.4
- 2011 : Fairy Tail Original Soundtrack Vol.3
- 2011 : アニメ「FAIRY TAIL」キャラクターソングアルバム Eternal Fellows
- 2010 : Fairy Tail Original Soundtrack Vol.2
- 2010 : Fairy Tail Original Soundtrack Vol.1

Maxi Singles
- 2010 : R.P.G.~Rockin' Playing Game par SuG
- 2010 : ft. / ピースボール par Funkist
- 2010 : FAIRY TAIL キャラクターソングコレクションVOL.2 ルーシィ＆ハッピー
- 2010 : FAIRY TAIL キャラクターソングコレクションVOL.1 ナツ＆グレイ

### Jeux vidéo
- 2009 : Sunday VS Magazine: Shūketsu! Chōjō Daikessen (サンデー VS マガジン 集結！ 頂上大決戦, Sandē VS Magajin: Shūketsu! Chōjō daikessen?) sorti sur PlayStation Portable (jeu vidéo de type crossover)[92]
- 2010 : Fairy Tail: Portable Guild (フェアリーテイルポータブルギルド, Fearī Teiru Pōtaburu Girudo?, litt. Fairy Tail: Portable Guild) sorti sur PlayStation Portable[93]
- 2010 : TV Anime Fairy Tail: Gekitô! Madôshi Kessen (ＴＶアニメ　フェアリーテイル 激闘！魔導士決戦, TV Anime Fairy Tail: Gekitō! Madōshi kessen?) sorti sur Nintendo DS[94]
- 2011 : Fairy Tail: Portable Guild 2 (フェアリーテイル ポータブルギルド2, Fearī Teiru Pōtaburu Girudo 2?, litt. Fairy Tail: Portable Guild 2) sorti sur PlayStation Portable[95]
- 2011 : Original story from Fairy Tail 激突！カルディア大聖堂 (Original story from フェアリーテイル 激突！カルディア大聖堂, Original story from Fearī Teiru Gekitotsu! Karudia taiseidō?, litt. Original story from Fairy Tail : Le Choc ! La Cathédrale Kaldia) sorti sur Nintendo DS[96]
- 2012 : Fairy Tail: Zeref Awakens (フェアリーテイル　ゼレフ覚醒, Fearī Teiru Zerefu kakusei?, litt. Fairy Tail : L’Éveil de Zeleph) sorti sur PlayStation Portable[97]
- 2014 : Fairy Tail: Brave Saga , sorti sur iOS et Android au Japon
- 2015 : Fairy Tail: Goku Mahou Ranbu , sorti sur iOS et Android au Japon
- 2017 : Fairy Tail: Hero's Journey, sorti sur Navigateur disponible dans tous les pays
- 2019 : Fairy Tail: Dice Magic , sorti sur iOS et Android au Japon
- 2020 : Fairy Tail, sorti sur PlayStation 4, Switch et Steam
- 2024 : Fairy Tail 2, sorti sur PlayStation 4, PlayStation 5, Switch et Steam

### Publications
Artbook
- Fantasia – Fairy Tail Illustrations  - sorti le 17 août 2012 au Japon  (ISBN 978-4-06-364896-6)[98] et le 3 avril 2013 en France  (ISBN 978-2-8116-1035-7)[99].
- Harvest – Fairy Tail Illustrations - sorti en novembre 2017 au Japon et le 3 janvier 2018 en France.

Guides
- Guides sur le manga
  - Fairy Tail + sorti le 17 mai 2010 au Japon  (ISBN 978-4-06-375945-7)[100].
  - Fairy Tail A sorti le 17 janvier 2011 au Japon  (ISBN 978-4-06-376008-8)[101].
  - Sorcerer sorti le 29 juin 2011 en France  (ISBN 978-2-8116-0435-6)[102].
- Guide sur le jeu vidéo
  - Fairy Tail Portable Guild Official Strategy Guide sorti le 24 juin 2010 au Japon  (ISBN 978-4-06-367250-3)[103].

Light novel
- Fairy Tail : Les Couleurs du cœur (ＦＡＩＲＹ　ＴＡＩＬ　心に宿るｃｏｌｏｒ, Fearī Teiru kokoro ni yadoru karā?) sorti le 2 mai 2012 au Japon  (ISBN 978-4-06-375233-5)[104] et le 5 mars 2014 en France  (ISBN 978-2-8116-1385-3)[105].
- Fairy Tail 2 : La Créature mystérieuse (ＦＡＩＲＹ　ＴＡＩＬ２　大魔闘演武その後、それぞれの１日?) sorti le 1er août 2014 au Japon  (ISBN 978-4-06-375336-3)[106] et le 15 avril 2015 en France[107].
- Ōedo Fairy Tail, sorti le 2 octobre 2015 au Japon[108].

Séries dérivées
- Une série dérivée d'Hiro Mashima intitulée Fairy Tail Zero est publiée dans le magazine Monthly Fairy Tail entre le 17 juin 2014 et le 17 juillet 2015[109],[110]. Il s'agit d'une préquelle qui retrace l'histoire de Maître Mavis et les origines de la guilde[111]. La version française est publiée par Pika Édition depuis le 19 octobre 2016. Le manga est adapté dans les épisodes 266 à 275 de l'anime entre janvier et mars 2016[112].
- Une deuxième série dérivée, Tale of Fairy Tail: Ice Trail, est publiée dans le magazine Monthly Fairy Tail entre le 17 juin 2014 et le 17 juillet 2015[110]. Cette série est dessinée par Yusuke Shirato et raconte l'enfance de Grey entre le moment où Oul se sacrifie et le moment où il rejoint la guilde de Fairy Tail. La version française est publiée par Pika Édition depuis le 30 novembre 2016[113].
- Une troisième série dérivée, Fairy Tail: Blue Mistral, est dessinée par Rui Watanabe dans le magazine shōjo Nakayoshi entre le 2 août 2014[114] et le 1er décembre 2015[115]. La version française est publiée par Pika Édition à partir de juin 2015[116].
- Une quatrième série dérivée, Fairy Girls, est dessinée par Boku dans le Magazine Special du 20 novembre 2014[114] au 20 août 2016. La version française est publiée par Pika Édition[117].
- Une cinquième série dérivée, Fairy Tail Side Stories, est dessinée par Kyōta Shibano. Le premier tome, Fairy Tail Side Stories : Les Dragons jumeaux de Saber Tooth (Fairy Tail gaiden: Kengami no sōryū), est disponible sur l'application iOS et Android Magazine Pocket entre le 30 juillet et le 4 novembre 2015[118],[119]. Ce tome est consacré aux principaux membres de la guide de Sabertooth. La version française est publiée par Pika Édition en novembre 2016. Le deuxième tome, intitulé Fairy Tail Side Stories: Road Knight (Fairy Tail Gaiden: Road Knight), est disponible sur l'application iOS et Android Magazine Pocket entre le 18 novembre 2015 et le 30 mars 2016. Ce tome est consacré à Gajil Redfox lors de son année au sein du conseil de la magie. La version française est publiée par Pika Édition en avril 2017. Le troisième tome, Fairy Tail Side Stories: L'éclair de la grande foudre (Fairy Tail Gaiden: Raigô Issen), est disponible sur l'application iOS et Android Magazine Pocket entre le 4 mai et le 14 septembre 2016[120]. Ce tome est consacré à Luxus Drear et aux membres de l'équipe Raijin pendant leur année au sein de Blue Pegasus. La version française est publiée par Pika Édition en août 2017.
- Une sixième série dérivée, Fairy Tail S, est une collection d'omake de Hiro Mashima, créé pendant la publication de l'œuvre originale. La version française est publiée par Pika Édition[121].
- Une septième série dérivée, intitulée Fairy Tail: 100 Years Quest, par Atsuo Ueda, est disponible sur l'application iOS et Android Magazine Pocket depuis le 25 juillet 2018[122]. Il fait office de suite directe à l'œuvre originale. Natsu, Happy, Grey, Lucy, Erza, Wendy et Carla partent alors pour effectuer une quête de 100 ans, nommée ainsi pour sa grande difficulté et vont devoir affronter 5 dragons surpuissants, une mage blanche ainsi qu'une guilde de mangeurs de dragons. La version française est publiée par Pika Édition[123].
- Une huitième série dérivée, intitulée Fairy Tail : La grande aventure de Happy (フェアリーテイル ハッピーの大冒, Fearī Teiru: Happī no Daibōken?), est dessinée par Kenshirō Sakamoto. Elle est prépubliée dans le Magazine Pocket entre juillet 2018 et avril 2020[124],[125]. La version française est publiée par nobi nobi ![126].
- Une neuvième série dérivée, Fairy Tail: City Hero, est écrite et dessinée par Ushio Andō et prépubliée entre octobre 2018 et novembre 2019[127],[128]. La version française est publiée par Pika Édition[129].

Autre
- Un ensemble intitulé Fairy Tail Box sorti le 1er août 2010 au Japon  (ISBN 978-4-06-358326-7)[130].
- Un ensemble intitulé Fairy Tail Box 2 sorti le 17 avril 2012 au Japon  (ISBN 978-4-06-358387-8)[131].
- Plusieurs chapitres one shot ont été publiés en mars et avril 2014 dans différents magazines de l'éditeur Kōdansha[132].
- Un magazine intitulé Fairy Tail Magazine est commercialisé mensuellement entre juillet 2014 et juillet 2015 au Japon et contient différentes séries dérivées de Fairy Tail, un DVD de quatre épisodes et différents bonus autour de l'œuvre[133],[134]. Un second magazine intitulé Monthly Fairy Tail Collection est commercialisé à partir de septembre 2015[135]. La version française est publiée par Kana à partir d'avril 2015[136].

### Autres produits
D’autres produits dérivés existent tels que des porte-clefs, puzzles, cartes à jouer, montres, coques pour téléphone portable, serviettes de bain, figurines, goodies, etc.,. Par ailleurs, l'univers de Fairy Tail a été l'objet d'une exposition lors du 45e festival international de la Bande Dessinée d'Angoulême, au cours duquel Hiro Mashima a animé une master class.

## Accueil

### Critiques
Après 63 tomes sortis en France, le site Manga News lui accorde la note de 15,71/20, le site Manga Sanctuary celle de 6,07/10 et le site Total Manga 4/5. Le manga a reçu neuf récompenses lui valant la première place dont cinq récompenses françaises.
La réutilisation de certains personnages est un clin d'œil à sa première série ainsi qu'une marque de respect envers ses confrères. On constate souvent ce phénomène dans le domaine du manga, par exemple To Love Ru et Black Cat, avec les personnages de Black et Yami, ou encore le personnage de Miina Isurugi de Cage of Eden, repris dans le manga en prépublication (05.2017) Satanofani, le personnage étant plus mature, mais ayant le même chara-design et le même nom. De plus, Mashima réutilise le design voire le nom de ses personnages précédents dans son manga Edens Zero comme Happy ou Erzy (inspirée d'Erza). Hiro Mashima est cependant salué pour ses dessins et notamment ses décors qui sont parmi les plus réalistes parmi ceux des shônen.
En juillet 2016, Hiro Mashima était à nouveau présent à Japan Expo en tant qu'invité d'honneur pour fêter les 10 ans de publication de Fairy Tail et a participé à de nombreuses séances de dédicaces, conférences et questions du public. Lors d'une démonstration de live drawing, il a dessiné en direct lors d'une compétition amicale face au dessinateur de mangas français Reno Lemaire quelques-unes de ses héroïnes fétiches, démontrant sa vitesse d'exécution et son talent, devant une foule scandant son nom. Lors des séances de dédicaces, il a offert un dessin personnalisé avec sa signature à chaque fan ayant eu l'opportunité de pouvoir y participer (tirage au sort, et système de "premier arrivé, premier servi").

### Ventes
En 28 volumes, le manga s’est vendu à plus de 14 millions d’exemplaires au Japon. En février 2017, alors que le manga est dans son dernier arc, le tirage mondial de la série est de plus de 60 millions d'exemplaires.
Pika Édition annonce en mars 2011 que le manga s’est vendu à plus d'un million d’exemplaires en France. En septembre 2023, Pika annonce que Fairy Tail s'est vendu à 14 millions d'exemplaires en France.

### Prix et récompenses
| Année | Pays                   | Organisateur                                            | Prix                           | Catégorie                  | Résultat | Note                                                                 | Source  |
| ----- | ---------------------- | ------------------------------------------------------- | ------------------------------ | -------------------------- | -------- | -------------------------------------------------------------------- | ------- |
| 2007  | Drapeau de la France   | AnimeLand                                               | Anime et Manga Grand Prix 2007 | Meilleur espoir manga      | 4e       | —                                                                    | [ 146 ] |
| 2008  | Drapeau des États-Unis | About.com                                               | 2008 Best New Manga            | Best New Shonen Manga      | 1er      | —                                                                    | [ 147 ] |
| 2008  | Drapeau de la France   | AnimeLand                                               | Anime et Manga Grand Prix 2008 | Meilleur espoir manga      | 3e       | —                                                                    | [ 148 ] |
| 2009  | Drapeau de la France   | AnimeLand                                               | Anime et Manga Grand Prix 2009 | Meilleure série manga 2008 | 1er      | —                                                                    | ,       |
| 2009  | Drapeau des États-Unis | Society for the Promotion of Japanese Animation         | Anime Expo                     | Best Manga – Comedy        | 1er      | —                                                                    | [ 151 ] |
| 2009  | Drapeau de la France   | Japan Expo                                              | Japan Expo Awards              | Manga - Meilleur shônen    | 1er      | —                                                                    | [ 152 ] |
| 2009  | Drapeau du Japon       | Kōdansha                                                | Prix du manga Kōdansha         | Meilleur shōnen            | 1er      | Égalité avec Q.E.D. shōmei shūryū (Q.E.D. 証明終了) de Motohiro Katō | ,       |
| 2009  | Drapeau de la France   | Groupe Bayard                                           | Prix Tam-Tam                   | Dlire Manga                | 1er      | —                                                                    | [ 155 ] |
| 2010  | Pays inconnu           | Animax Asia                                             | Animax Asia                    | Anime of the Year          | 1er      | —                                                                    | ,       |
| 2010  | Drapeau de la France   | AnimeLand                                               | Anime et Manga Grand Prix 2010 | Meilleur shônen classique  | 4e       | —                                                                    | [ 158 ] |
| 2010  | Drapeau de la France   | Festival international de la bande dessinée d’Angoulême | Festival d’Angoulême 2010      | Jeunesse                   | —        | —                                                                    | [ 159 ] |
| 2011  | Drapeau de la France   | AnimeLand                                               | Anime et Manga Grand Prix 2011 | Meilleur shônen classique  | 4e       | —                                                                    | [ 160 ] |
| 2011  | Drapeau de la France   | AnimeLand                                               | Anime et Manga Grand Prix 2011 | Meilleur espoir anime      | 2e       | —                                                                    | [ 160 ] |
| 2012  | Drapeau de la France   | AnimeLand                                               | Anime et Manga Grand Prix 2012 | Meilleur anime japonais    | 1er      | —                                                                    | [ 161 ] |
| 2012  | Drapeau de la France   | AnimeLand                                               | Anime et Manga Grand Prix 2012 | Meilleur doublage français | 1er      | —                                                                    | [ 161 ] |